# 10762 von Laue
10762 von Laue eller 1990 TC4 är en asteroid i huvudbältet som upptäcktes den 12 oktober 1990 av de båda tyska astronomen Freimut Börngen och Lutz D. Schmadel vid Tautenburg-observatoriet. Den är uppkallad efter den tyske fysikern och nobelpristagaren Max von Laue.
Asteroiden har en diameter på ungefär 7 kilometer.